# Stachys musili
Stachys musili là một loài thực vật có hoa trong họ Hoa môi. Loài này được Velen. miêu tả khoa học đầu tiên năm 1911 publ. 1912.